# The Rolling Stones European Tour 1966
L'European Tour 1966 è stata una breve tournée dei Rolling Stones effettuata in territorio europeo. 

## Storia
Il tour cominciò il 26 marzo e si concluse il 5 aprile 1966. Gruppi di supporto della tournée inclusero Wayne Fontana & the Mindbenders, Ian Witcomb, Antoine et les Problèmes (les Charlots), The Newbeats, Les Hou-Lops e Ronnie Bird.

## Formazione
The Rolling Stones
- Mick Jagger - voce solista, armonica, percussioni
- Keith Richards - chitarra, cori
- Brian Jones - chitarra, armonica, cori, percussioni
- Bill Wyman - basso, cori
- Charlie Watts - batteria

## Scaletta
- The Last Time
- Mercy Mercy
- She Said Yeah
- Play with Fire
- Not Fade Away
- The Spider and the Fly
- Time Is on My Side
- 19th Nervous Breakdown
- Hang On Sloopy
- Get Off of My Cloud
- Around and Around
- I'm All Right
- (I Can't Get No) Satisfaction

## Date
| Data                 | Città      | Nazione     | Luogo                 |
| -------------------- | ---------- | ----------- | --------------------- |
| 26 marzo 1966        | Den Bosch  | Paesi Bassi | Brabanthal            |
| 27 marzo 1966        | Schaerbeek | Belgio      | Palais Des Sports     |
| 29 marzo 1966 2 show | Parigi     | Francia     | L'Olympia             |
| 30 marzo 1966 2 show | Marsiglia  | Francia     | Salle Vallier         |
| 31 marzo 1966 2 show | Lione      | Francia     | Palais d'Hiver        |
| 3 aprile 1966 2 show | Stoccolma  | Svezia      | Kungliga Tennishallen |
| 5 aprile 1966 2 show | Copenaghen | Danimarca   | K.B. Hallen           |